# Indian Airlines
Indian Airlines war eine indische Fluggesellschaft mit Sitz in Neu-Delhi. Nach einer im Jahr 2007 eingeleiteten Fusion ging sie 2011 vollständig in Air India auf.

## Geschichte
Nach der Verstaatlichung der indischen Luftfahrtindustrie  wurden am 15. Juni 1953 zwei neue Fluggesellschaften gegründet: Air India für den internationalen und Indian Airlines für den Inlandsflugverkehr. Am 1. August 1953 nahm Indian Airlines den Flugbetrieb auf. Zu Beginn verfügte sie über eine Flotte von 99 Flugzeugen unterschiedlichster Art. Nach und nach wurden diese durch Vickers Viscount, Fokker F-27 und British Aerospace/Hindustan Aeronautics HS 748 ersetzt.
Im Jahr 1964 begann mit der Einführung der Sud Aviation Caravelle das Jet-Zeitalter. Im November 1976 führte Indian Airlines als erste Luftfahrtgesellschaft in Asien den Airbus A300 ein. Im Juni 1989 nahm die Gesellschaft die erste Lieferung von 19 Airbus A320 entgegen.
Im Dezember 2005 wurden Logo und Beschriftung der Maschinen neu gestaltet. Nun firmierte Indian Airlines als „Indian“.
Im Jahr 2007 wurde die Fusion der beiden staatlichen Fluggesellschaften Indian Airlines und Air India zur National Aviation Company of India Limited eingeleitet. Damit sollte eine große, starke Fluggesellschaft entstehen, die sich gegen die größer werdende Konkurrenz im Fluggeschäft erfolgreich behaupten kann. Bisher hatte sich Air India auf internationale Ziele, Indian Airlines auf nationale und regionale Routen spezialisiert. Der Markenname Indian Airlines wurde aufgegeben. Im Februar 2011 wurde die Fusion mit dem Zusammenschluss beider Gesellschaften unter demselben IATA-Code abgeschlossen.

## Flugziele
Neben Liniendiensten innerhalb Indiens bot Indian Airlines auch Flüge in benachbarte Länder wie Nepal, Pakistan, Afghanistan, Bangladesch, Sri Lanka, die Malediven, Kuwait und Oman an. Zuletzt wurden die Flüge unter dem Markennamen der Air India, aber mit dem IATA-Code der Indian durchgeführt.

## Flotte

### Flotte bei Betriebseinstellung

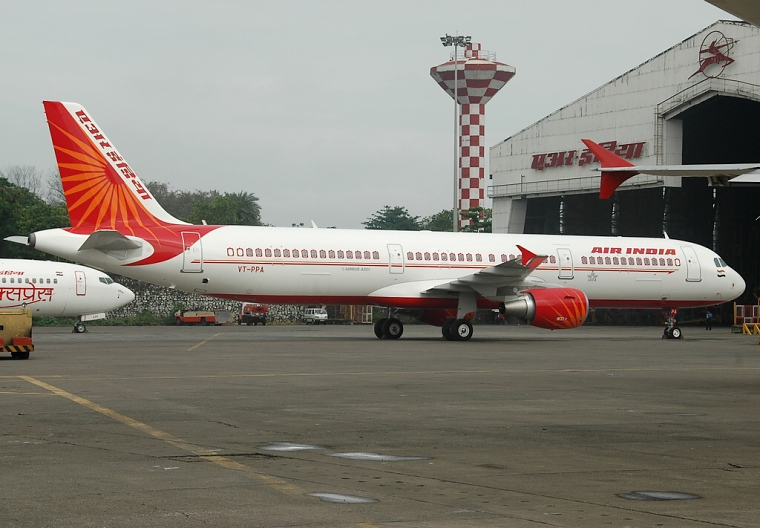
Ein Airbus A321-200 der Indian Airlines in der Bemalung der Air India

Mit Stand August 2010 bestand die Flotte der Indian Airlines aus 79 Flugzeugen, die allesamt als Partner im Netzwerk von Air India betrieben wurden. Bis Frühjahr 2011 wurden diese Maschinen in die Flotte von Air India überstellt.
- 24 Airbus A319-100
- 33 Airbus A320-200
- 20 Airbus A321-200
- 02 Airbus A330-200

### Zuvor eingesetzte Flugzeuge

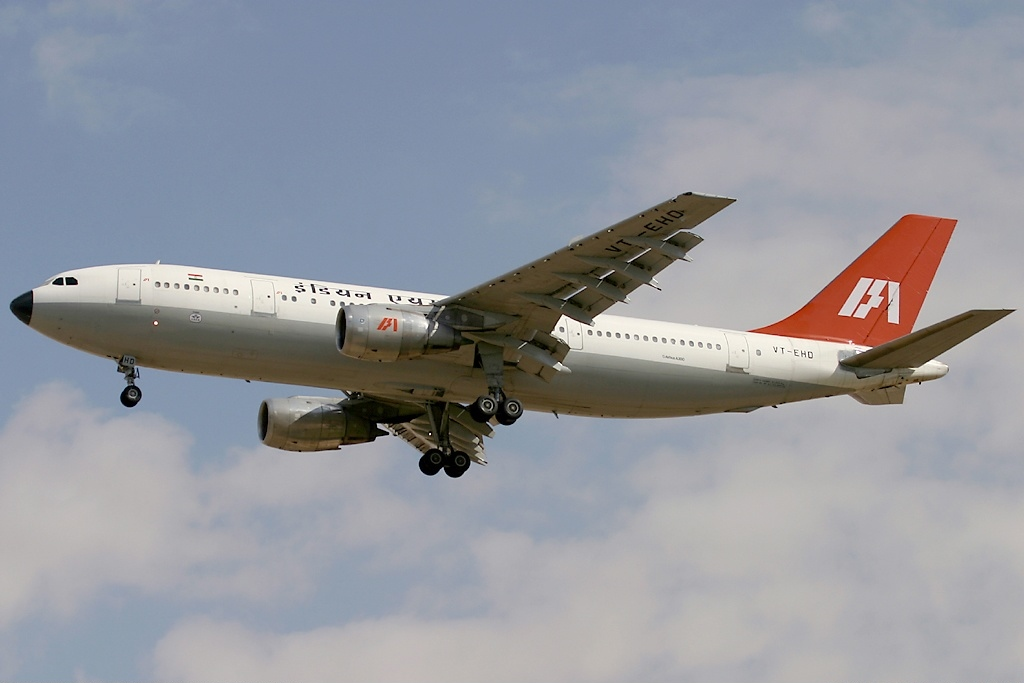
Ein Airbus A300B4 der Indian Airlines, Sharjah 2005

Früher setzte Indian Airlines auch folgende Flugzeugtypen ein:
- Airbus A300
- Hawker Siddeley HS-748
- Boeing 737-200
- De Havilland DH.114 Heron
- Dornier 228
- Douglas DC-3
- Douglas DC-4
- Fokker F-27
- Sud Aviation Caravelle
- Vickers Viscount

## Zwischenfälle
Von ihrer Gründung 1953 bis zur Übernahme durch Air India im Februar 2011 kam es bei Indian Airlines zu 60 Totalschäden von Flugzeugen. Bei 38 davon kamen 886 Menschen ums Leben.
Eine vollständige Liste sämtlicher Totalschäden findet sich im oben verlinkten Hauptartikel.
Im Einzelnen handelte es sich um Totalverluste folgender Flugzeugtypen: Airbus A300 (3 Stück), Airbus A320 (1), Boeing 737-200 (8), Dornier 228 (1), Douglas DC-3/C-47 (22), Douglas DC-4 (3), Fokker F-27 (7), Hindustan Aeronautics HAL 748 (6), Sud Aviation Caravelle (5), Tupolew Tu-154 (1), Vickers Viscount (3).

## Entführungen und Anschläge
- Vom 24. Dezember bis zum 31. Dezember 1999 wurde ein Airbus A300B2-101 der Indian Airlines (VT-EDW) von fünf maskierten Kämpfern der Harkat-ul-Mujahideen auf dem Weg vom Flughafen Kathmandu zum Indira Gandhi International Airport entführt. Während der fünf Tage legte das entführte Flugzeug vier Zwischenstopps auf den Flughäfen in Amritsar, Lahore, der Al Minhad Air Base bei Dubai und am Flughafen Kandahar ein. Eine Geisel wurde erschossen (siehe auch Indian-Airlines-Flug 814).[7]